# تپه آغاسن بیگلو
تپه آغاسن بیگلو مربوط به عصر مفرغ - عصر آهن است و در شهرستان گرمی، بخش مرکزی، دهستان اجارود شمالی، روستای آغاسن بیگلو واقع شده و این اثر در تاریخ ۱۲ شهریور ۱۳۸۶ با شمارهٔ ثبت ۱۹۴۱۱ به‌عنوان یکی از آثار ملی ایران به ثبت رسیده است.